# Zugodactylites
Zugodactylites là một chi động vật chân đầu đã tuyệt chủng thuộc tầng Toarc dưới của Jura Sớm, vùng cúc đá Fibulatum. Hóa thạch của các loài thuộc chi này được tìm thấy ở châu Âu, Nga và Canada.